# سوسن غوک پابزرگ
سوسن غوک پابزرگ (نام علمی: Tricyrtis macropoda) نام یک گونه از سرده سوسن‌های غوک است.